# قالی ورامین
قالی ورامین گونه‌ای قالی ایرانی و از صنایع دستی منطقه ورامین است که امروزه و در گذشته تولید می‌شده‌است. معمولاً مردمان قبیله‌ای که در ورامین یا اطراف آن زندگی می‌کنند آنها را می‌بافند. قالی‌ها و فرش‌های ورامین در اندازه‌های مختلف بافته می‌شوند، امّا معمولاً در ابعاد متوسط هستند. قهوه‌ای تیره یا قرمز تیره بر روی زمینهٔ خاکی یا آبی تیره، معمول‌ترین رنگ‌ها در فرش ورامین هستند.

## نوع بافت
بافنده‌های روستاها و کارگاه‌ها معمولاً فارس‌بافت کار می‌کنند ولی عشایر با توجه به نژادشان هم از ترک‌بافت و هم از فارس‌بافت استفاده می‌کنند.

## نقوش
قالی‌ها و فرش‌های ورامین طرح‌های هندسی با تکرار دارند و روی زمینهٔ آبی‌رنگ قالی که معمولاً عاری از لچک و ترنج است، قرار می‌گیرند و به نوعی حالت یک شبکه گل‌آذین را تشکیل می‌دهند.
فرش ورامین طرح‌ها و نقش‌های مختلفی نظیر میناخانی، شاه‌عباسی، پاشتری، طرح حوضی، طرح ظل‌السلطان جدید و قدیم، طرح لچک ترنج و طرح قلم مشکی دارد که از این میان، طرح میناخانی به علّت قدمت، منحصربه‌فردی و آمیختگی با فرهنگ منطقه شناخته‌تر شده‌است و در ایران به ثبت ملّی رسیده‌است. عموم قالیبافان ورامین در طرح قالی و فرش خود، از طرح میناخانی استفاده می‌کنند و همین مسئله سبب شده که فرش ورامین با طرح میناخانی شناخته و در ایران معرفی شود.
در طرح میناخانی، گل کوچک چندپری که در اطراف آن چهار گل سفید که یادآور گل نرگس است قرار دارد و حرکت شاخه‌های نازک نقش‌های مختلف روی این قالی‌ها را به همدیگر متصل کرده است.

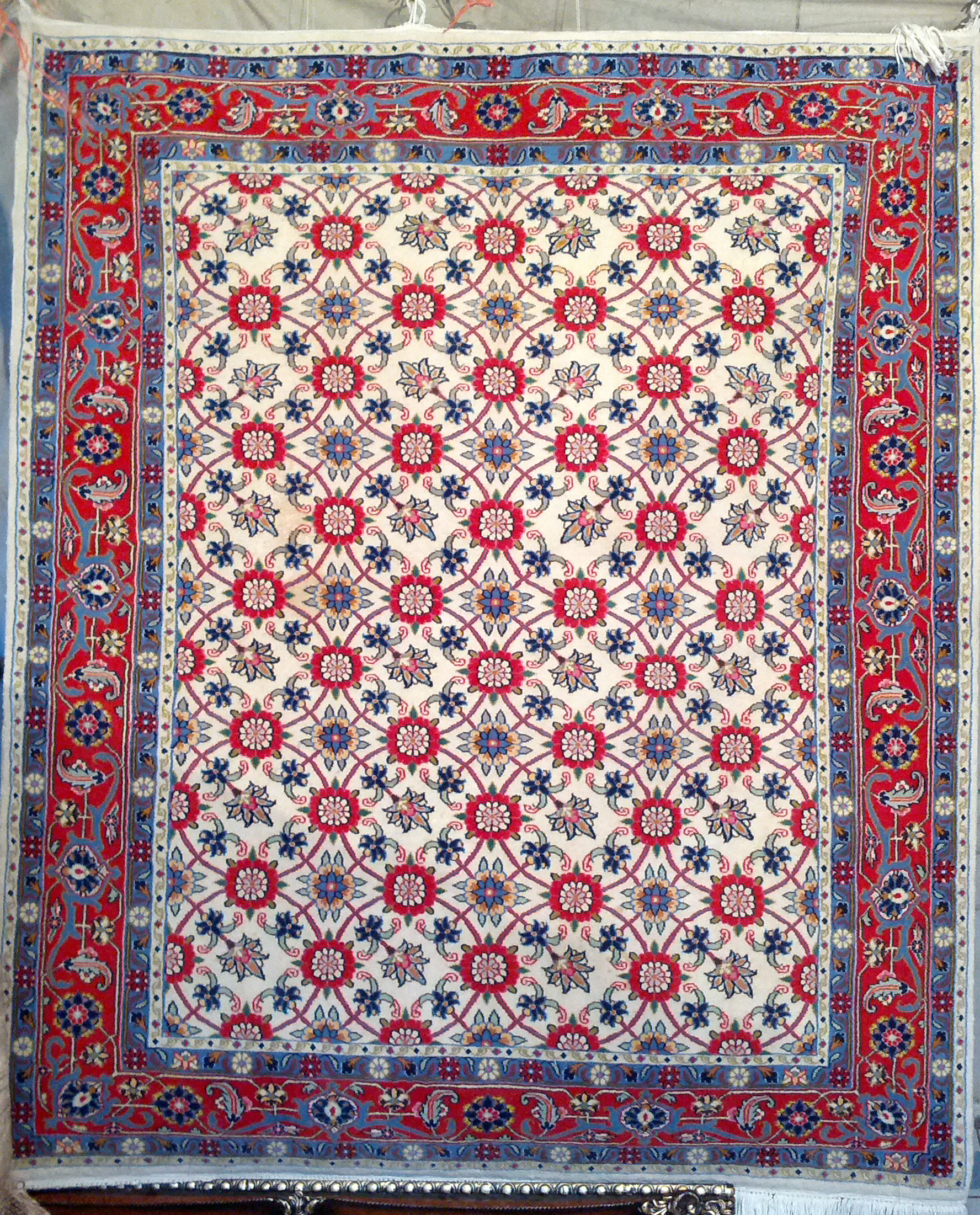
فرشی با طرح میناخانی
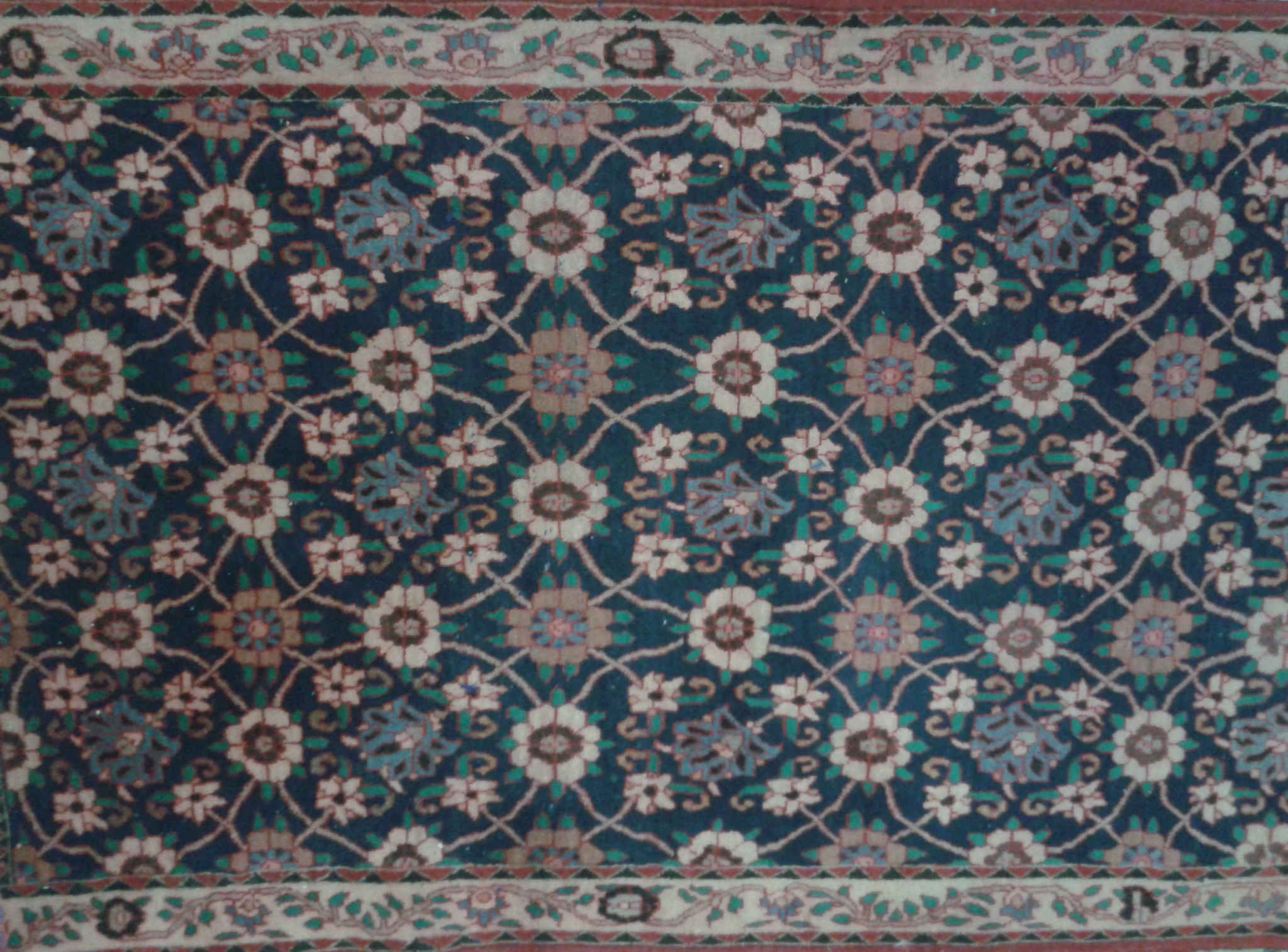
فرشی با طرح میناخانی

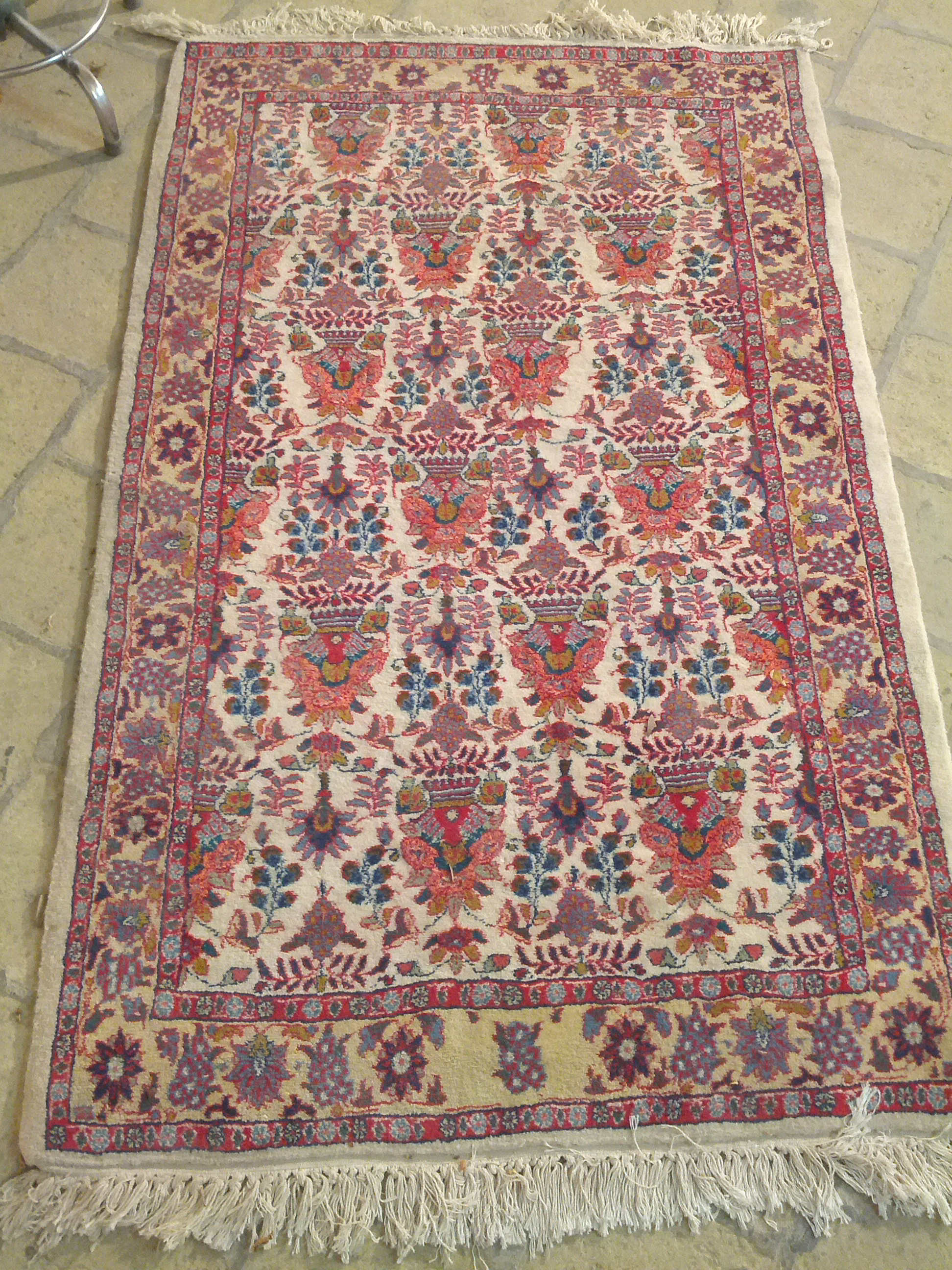
فرشی با طرح ظل‌السلطان یا گلدانی
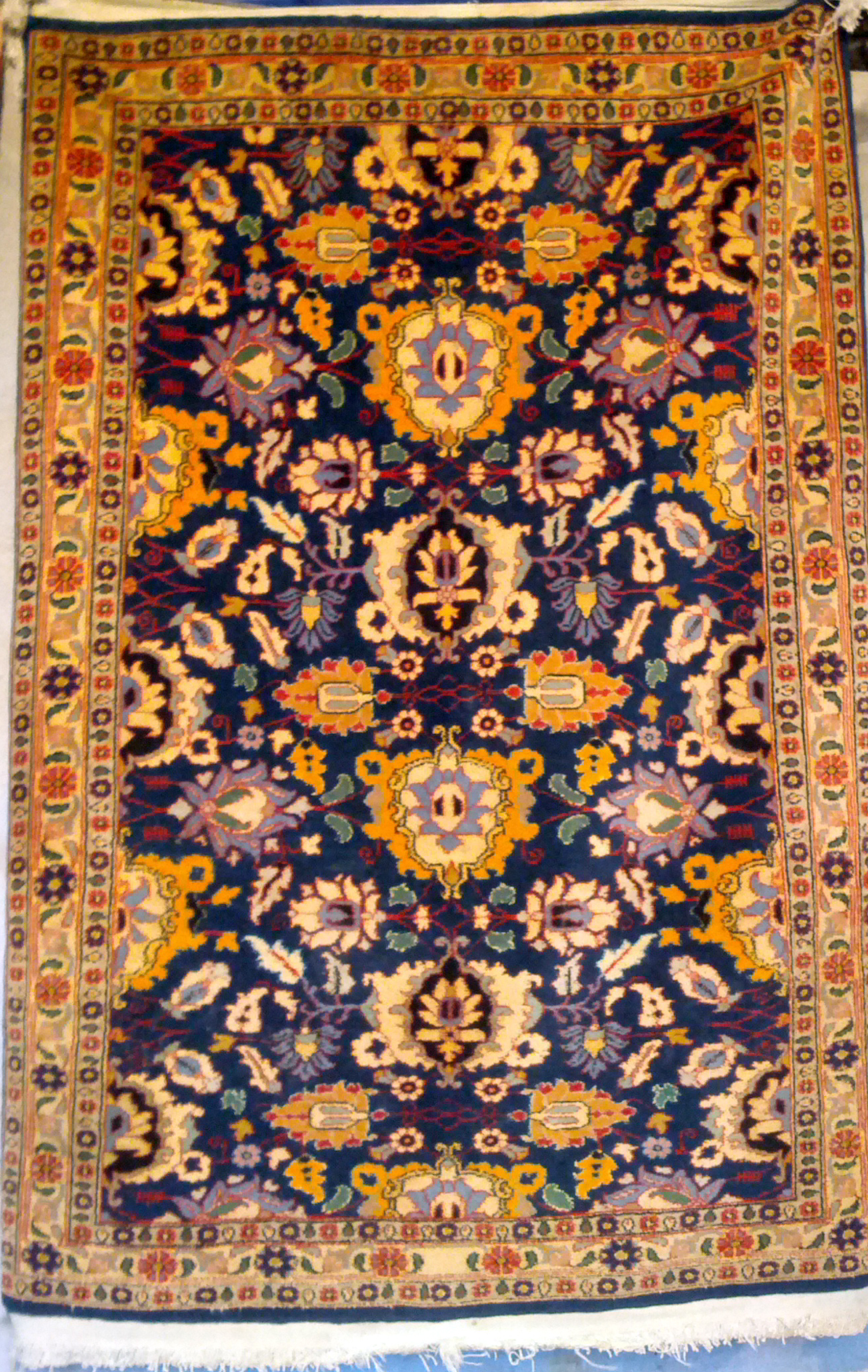
فرشی با طرح پاشتری